# Ferdinand Essambo Lukye
 (juillet 2021).
Si vous disposez d'ouvrages ou d'articles de référence ou si vous connaissez des sites web de qualité traitant du thème abordé ici, merci de compléter l'article en donnant les références utiles à sa vérifiabilité et en les liant à la section « Notes et références ».
Ferdinand Essambo Lukye est un homme politique de la République démocratique du Congo et vice ministre de plan dans le gouvernement Gizenga II.